# Дагда (місто)
Да́гда (латис. Dagda) — місто на сході Латвії.

## Назва
- Дагда (латис. Dagda;  вимова)
- Дагден (нім. Dagden)

## Історія
Дагден як родове помістя був заснований у XVII столітті канцлером Курляндського герцогства Яном Францисом фон Гільзеном. Він організував тут першу католицьку громаду та побудував дерев’яний храм. Саме з цього часу починається письмова історія поселення.
Останнім представником роду Гільзенів, який мешкав у Дагдені, був Єжи Гільзен. Після його смерті у 1788 році вдова продала маєток родині Буйницьких. Найвідомішим серед них був письменник і публіцист Казимир Буйницький, який зробив значний внесок у культурний розвиток краю та був одним з ініціаторів скасування кріпосного права в Латгалії.
На початку XIX століття в дагетенському маєтку була створена унікальна бібліотека, архів, колекції мистецьких творів і археологічних знахідок, зібрані родинами Гільзенів і Буйницьких. Проте всі ці скарби були знищені під час Польського повстання 1863—1864 років, коли маєток спалили. До сьогодні зберігся лише парк з викопаними каналами.
Згідно з переписом населення 1897 року, в містечку Дагда Вітебської губернії проживало 1516 осіб, з яких:
- 1026 — юдеї,
- 377 — римо-католики.

У 1925 році Дагда отримала статус села (густонаселеного місця, латис. ciems). У 1935 році 53 % населення Дагди становили євреї.
У 1941 році, під час німецької окупації, місцевих євреїв депортували до гетто в Даугавпілсі, а згодом розстріляли в його околицях. При відступі Вермахту місто було майже повністю спалене, вціліло лише кілька кам’яних будівель.
У другій половині 1940-х — 1950-х років в Дагді активно велося житлове, соціальне та сільськогосподарське будівництво.
У 1950 році Дагда отримала статус селища міського типу, а з 1992 року — місто. До 1947 року входила до складу Даугавпілського повіту, а згодом — Краславського. З 1950 по 1962 рік була центром Дагдського району. Після адміністративної реформи 1962 року Дагда увійшла до складу Краславського району як центр Дагдської сільради.
У радянський період тут розміщувалась центральна садиба колгоспу «Брівіба».
У 2009 році Дагда стала центром новоутвореного Дагдського краю.
У 2021 році, внаслідок нової адміністративно-територіальної реформи, Дагдський край було ліквідовано, а Дагда увійшла до складу Краславського краю.

## Відомі особистості
В поселенні народився:
- Буйницький Казимир Андрійович (1788-1878) —  польський письменник-белетрист, публіцист і краєзнавець.